# کیتسینگن
شهر کیتسینگن (به آلمانی: Kitzingen) در ایالت بایرن در کشور آلمان واقع شده‌است.